# فرودگاه لیناته
فرودگاه میلانو-لیناته (به ایتالیایی: Aeroporto di Milano-Linate) یک فرودگاه همگانی با کد یاتا LIN است که یک باند فرود آسفالت دارد و طول باند آن ۲۴۴۲ متر است. این فرودگاه در شهر میلان کشور ایتالیا قرار دارد و در ارتفاع ۱۰۸ متری از سطح دریا واقع شده است.

## سوانح
در ۸ اکتبر ۲۰۰۱، هواپیمایMD87 پرواز ۶۵۶ اسکاندیناوی، بر روی باند چپ این فرودگاه با یک سسنا سایتیشن‌جت شخصی برخورد کرد که منجر به کشته شدن تمامی ۱۱۰ مسافر (از جمله یک دختر دانشجو ایرانی در دانمارک)، ۴ سرنشین سسنا و همچنین ۴ نفر روی زمین (۱۱۸ نفر) شد. علت سانحه اشتباه مراقبت پرواز (ای تی سی)، اشتباه خلبان سسنا و مه سنگین اعلام شد.